# Sukapura (Wado)
Sukapura is een bestuurslaag in het regentschap Sumedang van de provincie West-Java, Indonesië. Sukapura telt 2581 inwoners (volkstelling 2010).